# Азербејџан на Европском првенству у атлетици на отвореном 2018.
Азербејџан је учествовао на 24. Европском првенству 2018. одржаном у Берлину, (Немачка), од 6. до 12. августа 2018. године. Ово је шесто европско првенство у атлетици на отвореном на којем је Азербејџан учествовао. Репрезентацију Азербејџана представљало је 3 такмичара (2 мушкарца и 1 жена) који су се такмичили у 2 дисциплине (1 мушка и 1 женска).,
На овом првенству представници Азербејџана су освојили једну медаљу и то сребрну. У укупном пласману Азербејџан је делио 22. место. У табели успешности према броју и пласману такмичара који су учествовали у финалним такмичењима (првих 8 такмичара) Азербејџан је са 3 учесника у финалу заузео 23. место са 16 бодова.
| Плас. | Земља      | 1. место | 2. место | 3. место | 4. место | 5. место | 6. место | 7. место | 8. место | Бр. финал. | Бод. |
| ----- | ---------- | -------- | -------- | -------- | -------- | -------- | -------- | -------- | -------- | ---------- | ---- |
| 23.   | Азербејџан | 0        | 1        | 0        | 1        | 1        | 0        | 0        | 0        | 3          | 16   |

## Освајачи медаља

### Бронза
- Алексис Копело — Троскок

## Учесници
| Мушкарци: - Алексис Копело — Троскок - Назим Бабајев — Троскок | Жене: - Хана Скидан — Бацање кладива |  |

## Резултати

### Мушкарци
| Атлетичар      | Дисциплина | Лични рекорд | Квалификације | Квалификације | Финале   | Финале      | Детаљи |
| Атлетичар      | Дисциплина | Лични рекорд | Резултат      | Место         | Резултат | Место       | Детаљи |
| -------------- | ---------- | ------------ | ------------- | ------------- | -------- | ----------- | ------ |
| Алексис Копело | Троскок    | 17,68        | 16,62 КВ      | 1. у гр. А    | 16,79    |             |        |
| Назим Бабајев  | Троскок    | 17,18        | 16,54 кв      | 5. у гр. Б    | 16,76    | 4 / 21 (24) |        |

### Жене
| Атлетичарка | Дисциплина     | Лични рекорд | Квалификације | Квалификације | Полуфинале | Полуфинале | Финале   | Финале | Детаљи |
| Атлетичарка | Дисциплина     | Лични рекорд | Резултат      | Место         | Резултат   | Место      | Резултат | Место  | Детаљи |
| ----------- | -------------- | ------------ | ------------- | ------------- | ---------- | ---------- | -------- | ------ | ------ |
| Хана Скидан | Бацање кладива | 75,29 НР     | 74,02 КВ, ЛРС | 2. у гр. Б    |            |            | 72,10    | 5 / 28 |        |